# Euraziatische steppe

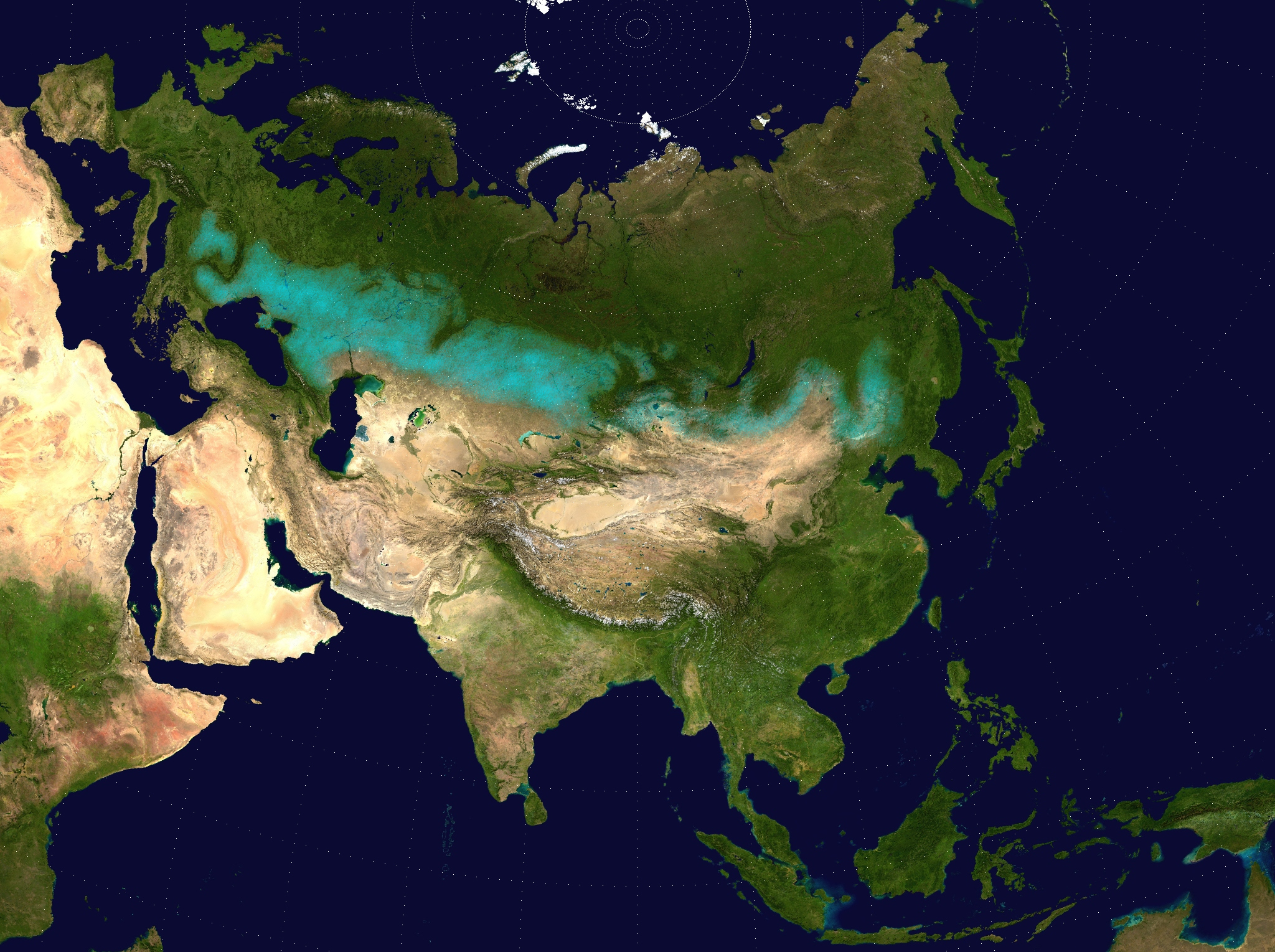
De Euraziatische steppe loopt van Hongarije in het westen tot Korea in het oosten

De Euraziatische steppe, soms kortweg de Steppe, is de uitgestrekte steppe-ecozone van Eurazië. Deze strekt zich uit van de westelijke grenzen van de poestas van Hongarije tot de oostelijke grens van de steppes van Mongolië. Het grootste deel van de Euraziatische steppe bevindt zich in Centraal-Azië en een klein deel ligt in Oost-Europa. De naam Aziatische steppe wordt vaak gebruikt om het oostelijke deel van de Euraziatische steppe te beschrijven.
De Euraziatische steppe is millennialang het terrein geweest van Euraziatische ruiternomaden, zoals proto-Indo-Europeanen, Oeraalse en Altaïsche volkeren. Over de open vlakte konden de ruiters grote afstanden afleggen. De militaire tactieken, alsmede de politieke organisatie die op de steppen werden ontwikkeld, waren vaak succesvol tegen sedentaire landbouwers en steden. De hordes van de Xiongnu, Hunnen, Mongolen en Turken brachten grote rijken als het Romeinse Rijk, het Byzantijnse Rijk, de Song-dynastie ten val en vestigden hun eigen imperium. De steppe werd ook als noordelijke zijderoute gebruikt tussen Europa en Centraal-Azië.

## Ecozones

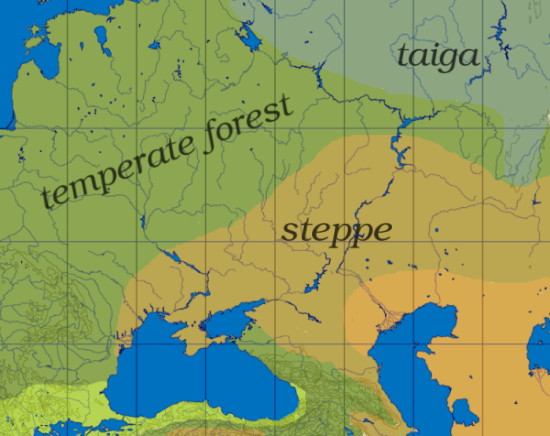
De Pontisch-Kaspische Steppe strekt zich grofweg uit tussen de rivieren Dnjepr en Oeral, ofwel vanaf de Zwarte Zee en de Kaukasus in het zuiden tot de gemengde bossen en taiga in het noorden

Het Wereld Natuur Fonds verdeelt de Euraziatische steppe in een aantal ecozones, die worden onderscheiden op basis van reliëf, klimaat, neerslag en andere karakteristieken en de leefomgeving vormen voor aparte plant- en dierpopulaties.
- Alai-Westelijke Tiensjansteppe (Kazachstan, Tadzjikistan, Oezbekistan)
- Altajsteppe en halfwoestijn (Kazachstan)
- Daurische Bossteppe (China, Mongolië, Rusland)
- Eminvallei-steppe (China, Kazachstan)
- Kazachse Bossteppe (Kazachstan, Rusland)
- Kazachse Steppe (Kazachstan, Rusland)
- Kazachse Rug (Kazachstan)
- Mongools-Mantsjoerisch grasland (China, Mongolië, Rusland)
- Pontisch-Kaspische Steppe (Moldavië, Roemenië, Rusland, Oekraïne)
- Intermontane steppe van Sayan (Rusland)
- Selenge-Orchon-bossteppe (Mongolië, Rusland)
- Zuid-Siberische Bossteppe (Rusland)
- Aride steppe van het voorgebergte van de Tiensjan (China, Kazachstan, Kirgizië)